# Taikse
Taikse est un village de la commune de Türi du comté de Järva en Estonie.
Au 31 décembre 2011, il compte 152 habitants.